# All Mod Cons
Albums de The Jam
This is the Modern World
(1977) Setting Sons
(1979)
All Mod Cons est le troisième album du groupe The Jam, sorti en 1978.

## L'album
Après le désastre de leur deuxième album, Paul Weller, compositeur du groupe transforme son style musical et écrit de véritables mini-opéras inspirés de A quick one while he's away des Who.

## Titres
Tous les titres sont de Paul Weller, sauf mention.
1. All Mod Cons (1:20)
2. To Be Someone (Didn't We Have a Nice Time) (2:32)
3. Mr. Clean (3:29)
4. David Watts (Ray Davies) (2:56)
5. English Rose (2:51)
6. In the Crowd (5:40)
7. Billy Hunt (2:59)
8. It's Too Bad (2:39)
9. Fly (3:22)
10. The Place I Love (2:54)
11. A' Bomb in Wardour Street (2:37)
12. Down in the Tube Station at Midnight (4:43)

## Musiciens
- Paul Weller : voix, guitare
- Bruce Foxton : basse, voix
- Rick Buckler : batterie, percussion
- Steve Brookes : guitare